# Туманов, Николай Евсеевич
Князь Николай Евсеевич Туманов (Туманишвили, 1844—1917) — инженер-генерал, член Военного совета, начальник Двинского, Петроградского военных округов.

## Биография
Происходил из княжеского рода Тумановых. Брат генерала от инфантерии князя Георгия Евсеевича Туманова.
Окончил 1-й кадетский корпус (1863) и 1-е военное Павловское училище (1864), был выпущен прапорщиком в 1-й Кавказский саперный батальон.
Чины: подпоручик (1865), поручик (за отличие, 1867), штабс-капитан (1871), капитан (1875), подполковник (за боевые отличия, 1878), полковник (за отличие, 1881), генерал-майор (за отличие, 1892), генерал-лейтенант (за отличие, 1899), инженер-генерал (за отличие, 1907).
Окончил Николаевскую инженерную академию по 1-му разряду.
Участвовал в Русско-турецкой войне 1877—1878 годов.
Служил начальником Кутаисской инженерной дистанции (1880—1882), Карсского крепостного инженерного управления (1882—1897). С 1897 года заведовал инженерной частью Закаспийской области.
В русско-японскую войну был инспектором инженеров 1-й Маньчжурской армии (с декабря 1904 года).
Служил начальником инженеров Варшавского военного округа (1899—1904, 1905—1906). В 1903 году временно командовал 38-й пехотной дивизией. С июля 1906 был комендантом Брест-Литовской крепости.
В июне 1910 был назначен членом Военного совета. В 1912—1914 годах также состоял председателем временной комиссии при Военном совете для окончания дел и счетов за время русско-японской войны.
В августе 1914 года, после начала Первой мировой войны, был назначен начальником Двинского военного округа. В сентябре 1915 г. переведён в Петроградский военный округ. С июня 1916 занимал пост главного начальника снабжений армий Западного фронта. После Февральской революции потерял свой пост, но сохранил место в Военном совете. В мае 1917 уехал в своё имение в Псковской губернии, где и скончался.

## Награды
- Орден Святого Станислава 3-й ст. (1869)
- Орден Святой Анны 3-й ст. (1874)
- Орден Святого Владимира 4-й ст. с мечами и бантом (1878)
- Орден Святого Станислава 2-й ст. (1885)
- Орден Святой Анны 2-й ст. (1888)
- Орден Святого Владимира 3-й ст. (1895)
- Орден Святого Станислава 1-й ст. (1898)
- Орден Святой Анны 1-й ст. (1904)
- Орден Святого Владимира 2-й ст. с мечами (ВП 28.02.1906)
- Орден Белого Орла (ВП 17.06.1906)
- Орден Святого Александра Невского (1911) с бриллиантовыми знаками (1915)
- Высочайшая благодарность «за порядок в городе Вильне во время пребывания в оном Его Императорского Вел-ва» (ВП 03.10.1914)
- Высочайшая благодарность «за труды по выработке и осуществление мер по обеспечению порядка и безопасности во время проезда ГОСУДАРЯ ИМПЕРАТОРА с 21-го Октября по 2-е Ноября 1914 года в действующую армию»(ВП 19.11.1914)

Иностранные:
- бухарский Орден Золотой Звезды 1-й ст. (1898)
- персидский Орден Льва и Солнца 1-й ст. (1899)